# Nishimura Eiichi (Politiker, 1904)

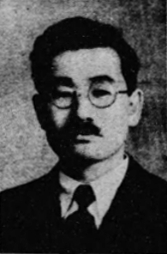
Nishimura Eiichi

Nishimura Eiichi (japanisch 西村 栄一; geboren 8. März 1904 in Kashiba (Präfektur Nara); gestorben 27. April 1971 in Tokio) war ein japanischer Politiker.

## Leben und Wirken
Nishimura Eiichi wurde in eine arme Bauernfamilie hineingeboren. Er konnte nach der Grundschule mit Hilfe seines Onkels in Shanghai die dortige französische Oberschule besuchen. Nach seiner Rückkehr begann er in Osaka in einer Versicherungsgesellschaft zu arbeiten und wurde im Alter von 31 Jahren Leiter der Zweigstelle in Osaka.
1931 wurde Nishimura politisch aktiv und wurde Mitglied des Zentralkomitees der „Nationalen Arbeiter- und Bauernpartei“ (全国労農大衆党, Zenkoku rōnō taishū-tō). 1933 wurde er Mitglied der Stadtversammlung von Sakai. Er war an der Gründung der „National Salaryman Union“ (全国サラリーマン組合, Zenkoku sararīman kumiai) beteiligt, aber nach einem halben Jahr ordnete die die Regierung die Auflösung an.
Nach dem Zweiten Weltkrieg wurde Nishimura bei den ersten allgemeinen Repräsentantenhauswahlen 1946, den letzten des Kaiserreichs mit einmalig sogenannten „großen“ Wahlkreisen (nur einer oder zwei in jeder Präfektur), im Elfmandatswahlkreis Osaka 2, zu dem die Stadt Sakai gehörte, als Kandidat der Sozialistischen Partei Japans in das Repräsentantenhaus des Parlaments gewählt und schloss sich der Kawakami-Faktion (河上派) an. Nach der Rückkehr zu den sogenannten „mittelgroßen“ SNTV-Wahlkreisen mit den ersten Wahlen der Nachkriegsverfassung 1947 kandidierte er im Drei-, später Viermandatswahlkreis Osaka 5 (mit Sakai), in dem er zehnmal in Folge einen Sitz gewann. 1948 wurde er Parlamentarischer Vizeminister (seimu-jikan) im Hauptquartier für Wirtschaftsstabilisierung (経済安定本部, Keizai antei hombu) im Kabinett Ashida.
Als während der Sitzung des Haushaltsausschusses des Repräsentantenhauses im Februar 1953 Premierminister Yoshida befragt wurde, rief dieser auf eine Frage: „Ist das nicht unhöflich?“. Nishimura rief dann „Was ist unhöflich, kannst Du nicht antworten?“ worauf Yoshida „Bakayarō“ (バカヤロウ) also „Blödmann“ antwortete. Der Vorfall führte zur sogenannten „Blödmann-Auflösung“ (バカヤロー解散 bakayarō kaisan) des Repräsentantenhauses.
Nishimura widersetzte sich der Vereinigung des linken und rechten Parteiflügels und gründete 1960 gemeinsam mit Nishio Suehiro (1891–1981) die Demokratisch-Sozialistische Partei. Bei den ersten öffentlichen Wahlen auf dem Parteitag 1962 trat er gegen Sone Eki (曽祢 益; 1903–1980) an und wurde Generalsekretär. 1967 folgte er Nishio als zweiter Vorsitzender der Partei nach.
Die Hochschule „Fuji seiji daigakkō“ (富士政治大学校) in der Präfektur Okayama mit politischen Lehrfächern ist eine Gründung Nishimuras.